# Rudolf Rittner
Pour les articles homonymes, voir Rittner.
Répertoire
Florian Geyer
Rudolf Rittner (né le 30 juin 1869 à Weißbach, mort le 4 février 1943 dans la même commune) est un acteur allemand.

## Biographie
Rudolf Rittner est le fils du bourgmestre Franz Rittner. À douze ans, il quitte sa ville natale des Sudètes pour étudier la musique à l'Académie de musique et des arts du spectacle de Vienne. En 1887, il intègre l'école d'art dramatique, à l'insu de ses parents, sceptiques quant à sa nouvelle vocation. Après avoir terminé sa formation, il travaille au Residenz-Theater de Berlin, se produit à Cologne et à Hambourg et revient à Berlin en 1894, cette fois au Deutsches Theater, où il travaille pendant dix ans jusqu'à ce qu'il passe au théâtre Lessing.
En 1893, il interprète le rôle de Hans lors de la première mondiale de la pièce Jugend de Max Halbe. Plus tard, il est surtout interprète des œuvres de Gerhart Hauptmann. Le peintre Lovis Corinth l'éternise dans le rôle-titre de Florian Geyer en 1906. En 1907, à l'âge de 38 ans, au sommet de sa carrière, à la surprise générale, il quitte le théâtre et se retire dans sa ville natale pour se consacrer à l'agriculture dans sa ferme. Il n'est que brièvement membre du conseil d'administration de la Société du théâtre d'art allemand.
En 1922, Rittner revient devant public dans le film muet Der Graf von Charolais. Après son dernier film, la coproduction germano-suédoise Väter und Söhne, il se retire définitivement dans la vie privée en 1930 à l'âge de 61 ans.

## Filmographie
- 1922 : Der Graf von Charolais
- 1923 : Ein Glas Wasser
- 1924 : Les Nibelungen
- 1925 : La Chronique de Grieshuus
- 1926 : Le Braconnier
- 1926 : Der Mann im Feuer
- 1927 : Les Maîtres-chanteurs de Nuremberg
- 1927 : Der fröhliche Weinberg
- 1930 : Väter und Söhne